# Där gullvivan blommar
"Där gullvivan blommar" är en sång från 1990 med text av Pugh Rogefeldt och musik av Mikael Rickfors. Den framförs av det svenska rockbandet Grymlings på bandets debutalbum Grymlings (1990), men utgavs även som singel samma år.
"Där gullvivan blommar" blev likt föregångaren "Mitt bästa för dig" en hit och låg 22 veckor på Svensktoppen 1991–1992, med en andraplats som bästa placering.
Låten spelades in under sommaren 1990 på Mikael Rickfors gård Grymlings på Gotland med Lasse Lindbom som producent. Även b-sidan "Christine" spelades in under samma tillfälle och fanns också med på debutalbumet.
Sarek tolkade 2012 låten på albumet Magiska toner.

## Låtlista
1. "Där gullvivan blommar" (text: Pugh Rogefeldt, musik: Mikael Rickfors) – 4:22
2. "Christine" (Magnus Lindberg, Bo Johansson) – 4:13

### Fotnoter
1. 1 2 3  ”"Där gullvivan blommar"”. Svensk mediedatabas. http://smdb.kb.se/catalog/search?q=rogefeldt+d%C3%A4r+gullvivan+blommar&x=0&y=0. Läst 23 januari 2013.
2. ↑  ”Svensktoppen 1991”. Sveriges Radio. http://sverigesradio.se/Diverse/AppData/Isidor/files/2023/3487.txt. Läst 23 januari 2013.
3. ↑  ”Svensktoppen 1992”. Sveriges Radio. http://sverigesradio.se/diverse/appdata/isidor/files/2023/3488.txt. Läst 21 januari 2013.
4. ↑  Gradvall et al (2009), #736